# 明尼蘇達州第二國會選區
明尼蘇達州第二國會選區（英語：Minnesota's 2nd congressional district）是美国明尼蘇達州的八個國會選區之一，現任眾議員為明尼苏达民主-农民-劳工党的安琪·克雷格。